# Assamaka
Assamakka je malé pouštní město v severním Nigeru na hlavním hraničním přechodu s Alžírskem. Je to jediný oficiální přechod mezi těmito dvěma státy. Assamakka sdílí hranici s větším městem In Guezzam 10 km na alžírské straně. Hlavní silnice vede na sever v Alžírsku do Tamanrassetu, 400 km odtud. Assamakka je spojena s městem Arlit, 200 km na jih cestou, která vede převážně pískovými dunami. Z Arlitu pokračuje „uranová dálnice“, asfaltová silnice postavená v 70. letech 20. století pro těžařské vozy, na jih do Agadezu a Niamey.

## Hraniční regulace
Zatímco armáda na obou stranách hranice v 90. a nultých letech často uzavírala hraniční přechod kvůli vzpourám Tuaregů, hranice v tomto regionu nejsou účinně hlídány ani značeny.

## Geografie
Oblast kolem Assamakky je plochá a naprosto pouštní: skalnaté pláně regionu Toussasset začínají právě na východ a jsou přerušovány písečnými dunami. Na jih je oblast Azawagh charakterizována suchými pláněmi a starými údolími suchých řek, která se k jihozápadu šíří z pohoří Aïr.
Assamakka má horké pouštní klima (Köppenská klimatická klasifikace BWh) s extrémním teplem a velkým nedostatkem srážek. Od konce dubna do konce října stoupá rtuť ve stínu téměř každý den nad 40 °C; v červnu průměrná vysoká teplota ve stínu dokonce přesahuje 45 °C. Po celý rok jsou dny velmi horké a slunečné. Oblačnost a srážky chybí, s výjimkou krátkého nepravidelného období dešťů v červenci a srpnu, poté se počasí opět vyjasní.